# نورمان بيرتون
نورمان بيرتون (بالإنجليزية: Norman Burton)‏ مواليد 5 ديسمبر 1923 في نيويورك، نيويورك، الولايات المتحدة - الوفاة 29 نوفمبر 2003 في إمبيريال، الولايات المتحدة، هو ممثل أمريكي.

## الأعمال
- شارلى أرثر فلويد
- كوكب القردة
- الماس للأبد
- إنقاذ النمر
- الجحيم المرتفع
- رياضة الدم

## روابط خارجية
- نورمان بيرتون على موقع IMDb (الإنجليزية)
- نورمان بيرتون على موقع ألو سيني (الفرنسية)
- نورمان بيرتون على موقع تيرنر كلاسيك موفيز (الإنجليزية)
- نورمان بيرتون على موقع أول موفي (الإنجليزية)
- نورمان بيرتون على موقع قاعدة بيانات الفيلم (الإنجليزية)